# Akkerhaug
Akkerhaug is een plaats in de Noorse gemeente Midt-Telemark, provincie Telemark. Akkerhaug telt 369 inwoners (2007) en heeft een oppervlakte van 0,58 km². 
Het dorp was de hoofdplaats van de voormalige gemeente Sauherad. Het ligt aan Skiensvassdraget, onderdeel van het Telemarkkanaal. De spoorlijn Oslo - Stavanger kruist hier het kanaal.